# 熊面獸屬
熊面獸屬（學名：Arctops）意為「熊的面孔」，是已滅絕合弓綱的一屬，屬於獸孔目的麗齒獸亞目，化石發現於南非卡魯盆地的小頭獸組合帶（Cistecephalus assemblage zone），地質年代為二疊紀晚期的吳家坪階。熊面獸的頭顱骨長30公分，完整身長估計約2公尺。
模式種是A. willistoni，是在1914年被敘述、命名。第二個種是A. watsoni，可能是模式種的異名。第三個可能種是A. kitchingi，但是目前暫時被歸類於熊面獸。

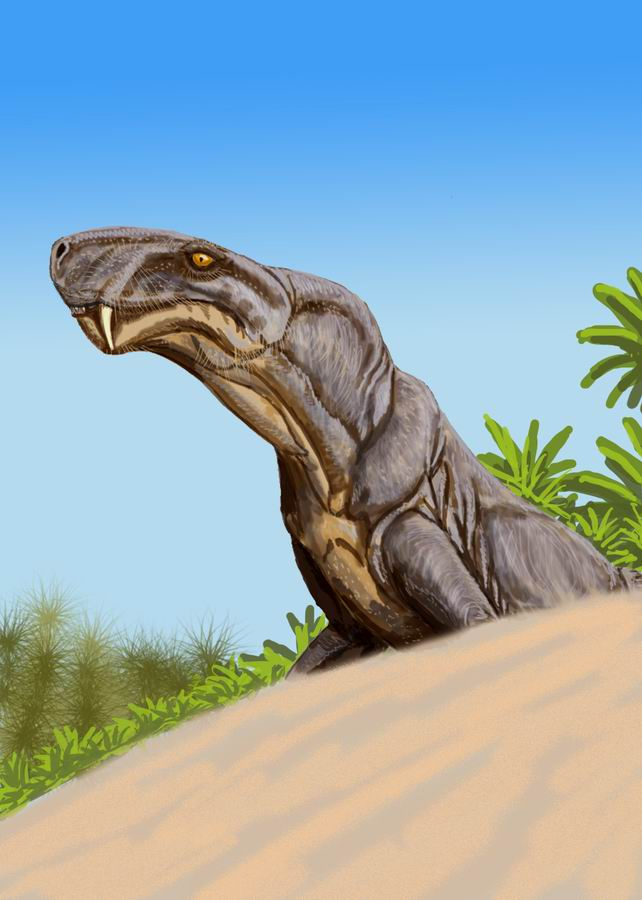
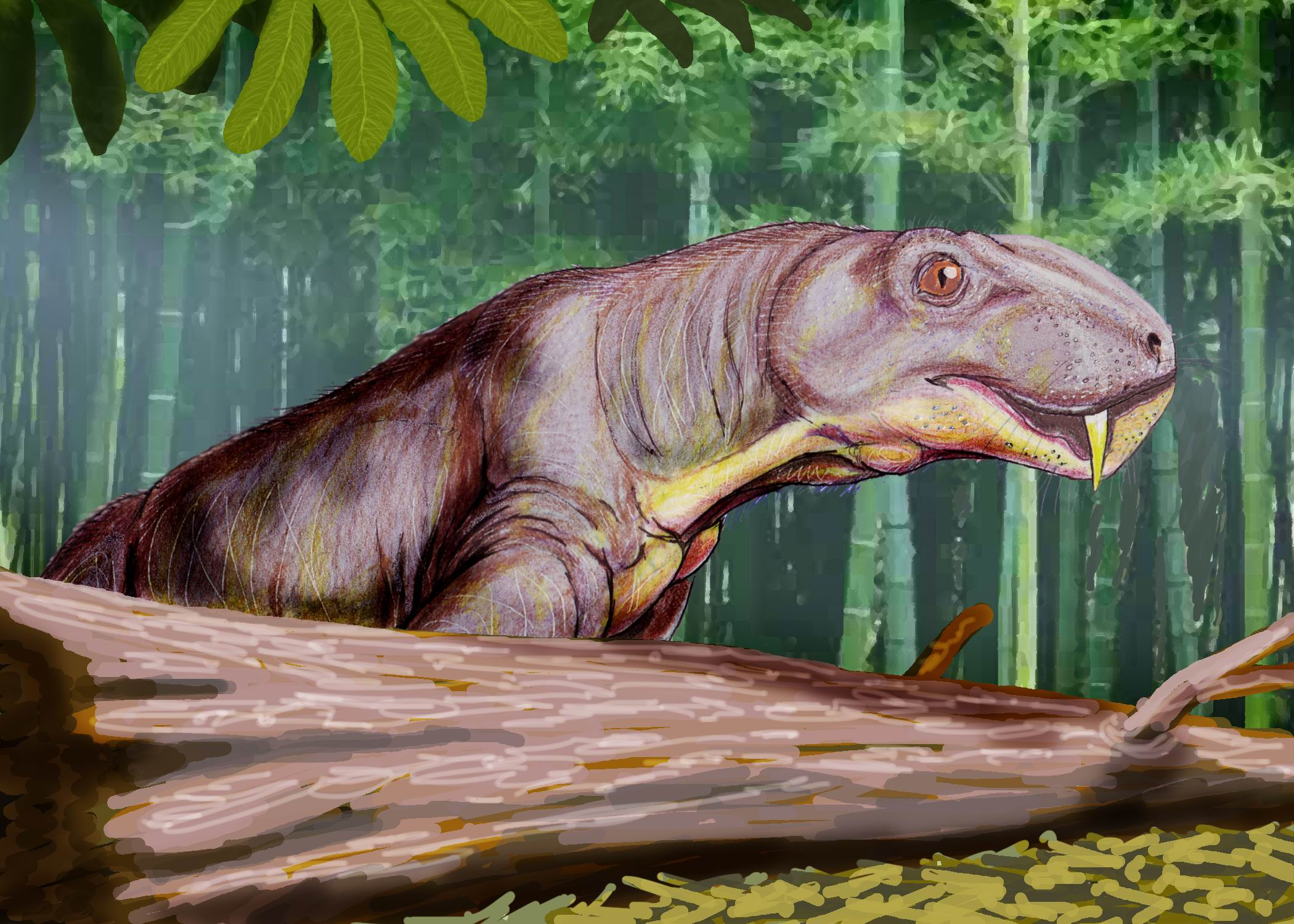